# Věra Tichánková
Věra Tichánková (* 7. Dezember 1920 in Žarnovická Huta; † 9. Januar 2014 in Prag) war eine tschechische Schauspielerin. Sie war die Ehefrau des tschechischen Schauspielers und Dramatikers Jan Skopeček.

## Leben
In ihrer Jugend interessierte sie sich für Chemie und begann ein entsprechendes Universitätsstudium. Später wechselte sie in das Schauspielfach am Prager Konservatorium. In der Zeit des deutschen Besetzung der Tschechoslowakei war sie im Widerstand tätig und wurde in Theresienstadt inhaftiert. Später wurde sie nach Dresden verlegt, wo sie die Luftangriffe vom 13. zum 14. Februar 1945 überlebte. Das Ende des Zweiten Weltkrieges erlebte sie in Leipzig.
Nach Prag zurückgekehrt, war sie aktiv mit ihrem späteren Ehemann am Wiederaufbau der Theaterlandschaft beteiligt. Seit 1958 trat sie auch als Schauspielerin im tschechoslowakischen Fernsehen auf.

## Filmografie (Auswahl)
- 1958: Touha
- 1960: Romeo, Julia und die Finsternis (Romeo, Julia a tma)
- 1960: Das höhere Prinzip (Vyšší princip)
- 1960: Leute wie du und ich (Lidé jako ty)
- 1961: Ankläger (Žalobníci)
- 1961: Die Prozession zur heiligen Jungfrau (Procesí k panence)
- 1961: Vater gesucht (Hledá se táta)
- 1965: 31 Grad im Schatten (Ninety Degrees in the Shade)
- 1966: Der Mörder verbirgt sein Gesicht (Vrah skrývá tvář)
- 1967: Im Zeichen des Krebses (Znamení raka)
- 1968: Streng geheime Premieren (Přísně tajné premiéry)
- 1969: Toni, bist du verrückt? (Tony, tobě přeskočilo)
- 1972: Es waren einmal zwei Schreiber (Byli jednou dva písaři, Fernsehserie, 9 Episoden)
- 1972: Pan Tau (Fernsehserie, 1 Episode)
- 1974: Adam und Otka (Adam a Otka)
- 1975: Katharina und ihre Töchter (Kateřina a její děti)
- 1975: Ein fideles Haus (Chalupáři, Fernsehserie, 6 Episoden)
- 1977: Unsere Geister sollen leben! (Ať žijí duchové!)
- 1978: Okay, Boss...! (Já to tedy beru, šéfe...!)
- 1979: Theodor, der Misanthrop (Já už budu hodný, dědečku!)
- 1981: Das Krankenhaus am Rande der Stadt (Nemocnice na kraji města, Fernsehserie, 3 Episoden)
- 1981: Ferien für den Hund (Prázdniny pro psa)
- 1981: Margeriten für die Schloßherrin (Kopretiny pro zámeckou paní)
- 1982: Die Mahd der Habichtswiese (Kosenie jastrabej lúky)
- 1984: Ein Engel mit dem Teufel im Leib (Anděl s ďáblem v těle)
- 1986: Wie Gift (Jako jed)
- 1994: Rosa, das Schutzgespenst (Róza, strážné strašidlo, Fernsehfilm)
- 1994: Le cri coupé (Fernsehfilm)
- 1996–1997: Hospoda (Fernsehserie, 19 Episoden)
- 2003: Kamenák
- 2004: Kamenák 2
- 2005: Kamenák 3
- 2007: Leergut (Vratné lahve)
- 2011: Expozitura (Fernsehserie, 1 Episode)

## Ehrungen
- 2002 wurde sie mit dem Thalia-Preis für ihr Lebenswerk ausgezeichnet.